# سفارت ژاپن در لندن
سفارت ژاپن در لندن (به انگلیسی: Embassy of Japan) یک سفارت در بریتانیا است که در شهر وست‌مینستر واقع شده‌است.